# Rellingen
Rellingen ligger i det nordlige Tyskland under kreis Pinneberg i delstaten Slesvig-Holsten. Byen har 13.721 indbyggere (30. Sep. 2006)[kilde mangler]. Den ligger 7 km øst for Pinneberg og cirka 10 kilometer nordvest for Hamborgs centrum.